# هنري زوبر
هنري زوبر (بالفرنسية: Henri Zuber)‏ هو رسام فرنسي، ولد في 24 يونيو 1844 في Rixheim ‏ في فرنسا، وتوفي في 7 أبريل 1909 في باريس في فرنسا.